# Острів Агілкія
24°01′31″ пн. ш. 32°53′03″ сх. д. / 24.0252109° пн. ш. 32.8842688° сх. д.
Острів Агілкія (також Агіліка ; араб. أجيليكا) — острів у водосховищі Старої Асуанської греблі вздовж річки Ніл на півдні Єгипту; це нинішнє місце перенесеного давньоєгипетського храмового комплексу Філ. Частково повністю затоплений внаслідок будівництва старої греблі в 1902 році   комплекс Філ був демонтований і перенесений на острів Агілкія в рамках більш широкого проекту ЮНЕСКО , пов’язаного з будівництвом у 1960-х роках Асуанської греблі та можливе затоплення багатьох ділянок через велику водойму вище за течією.  

## Галерея

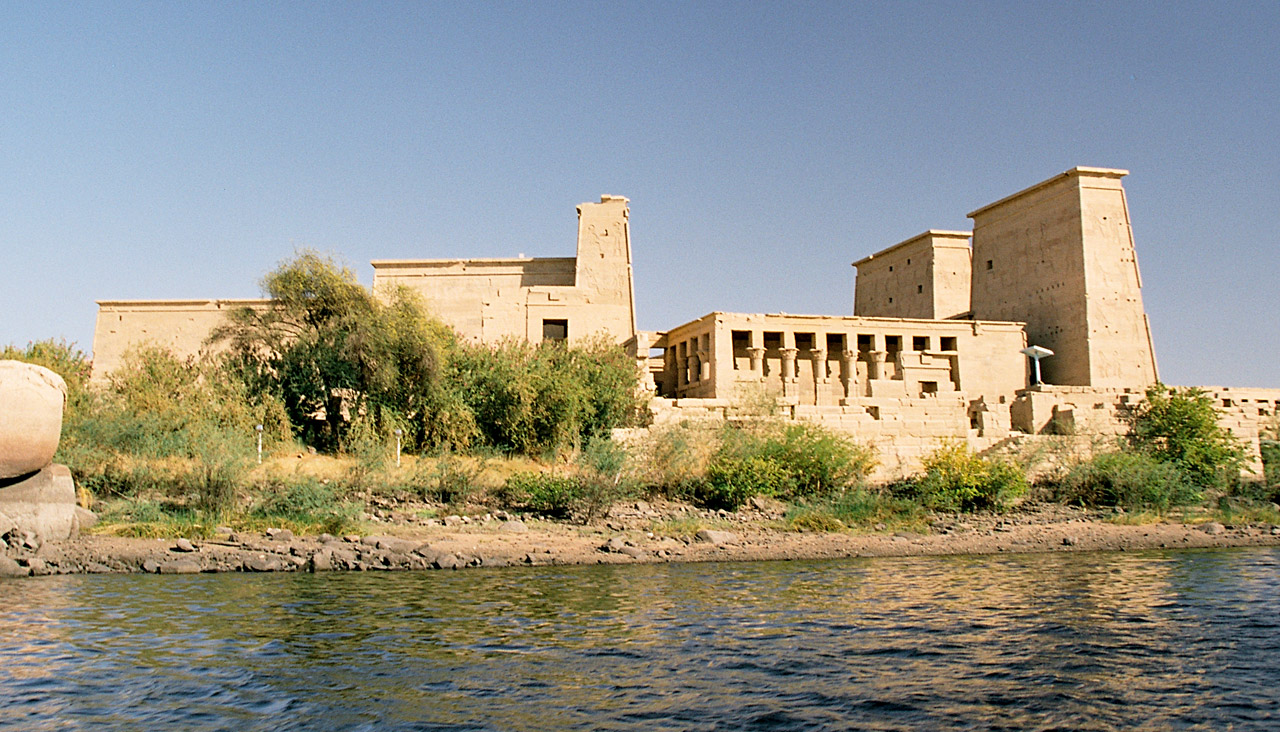
Храм Філ на острові Агілкія, вид з боку Нілу
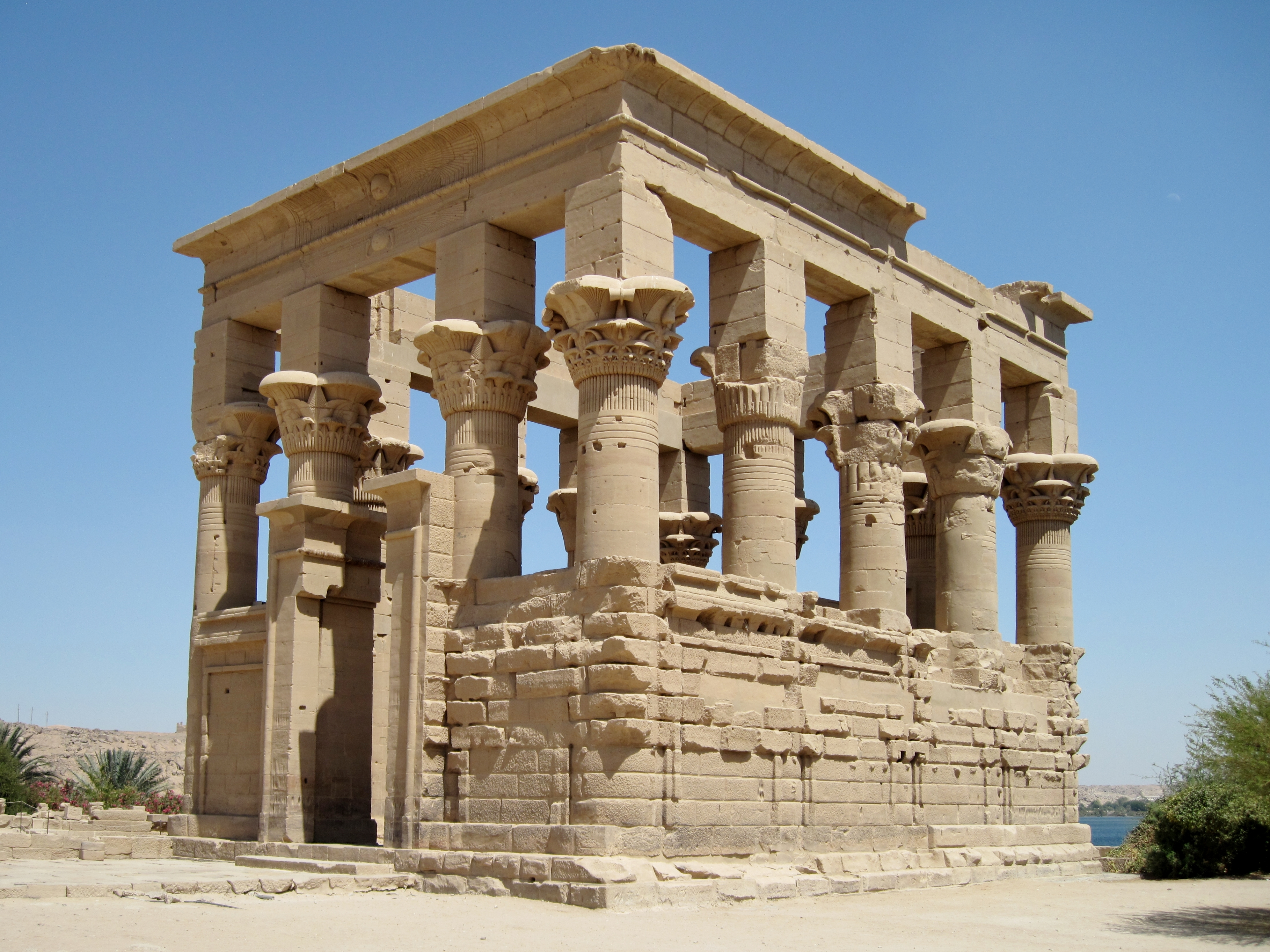
Павільйон Трояна